# Луїза Гатрі
Луїза Гатрі (англ. Louise Guthrie; 1879—1966) — південноафриканська вчена-ботанік та ботанічна ілюстраторка.

## Юні роки та навчання
Ізобель Луїза Софі Гатрі народилася у Кейптауні, Капська колонія 10 жовтня 1879 року, в сім'ї ботаніка та професора математики Френсіса Гатрі та його дружини Ізабелли Грізбрук. Вона вчилася у Рустенбурзькій жіночій середній школі.

## Кар'єра
У 1918—1927 роках Луїза Гатрі була асистентом у ботанічному відділі Гербарію Болуса. Під час роботи вона розвинула свої навички як ботанічний ілюстратор, найбільш відома завдяки серії з 264 зображень знайдених видів Протея у Південній Африці, серія ілюстрацій була розпочата у 1925 році, остання датована 1947 роком. Всі ілюстрації вона подарувала Гербарію Болуса у 1948 році.

## Особисте життя та спадщина
Рослина «guthriae» названа на честь Луїзи Гатрі.
Її роботи зберігаються в Університеті Кейптауна. У 2000 році Ботанічне товариство Германуса провело виставку із 76 картин Гатрі у заповіднику Фернклуф. Деякі з її акварелей виставлені у Будинку Південної Африки у Лондоні.